# Hamburgischer Künstlerklub
Der Hamburgische Künstlerklub war eine im Frühjahr 1897 gegründete Künstlervereinigung in Hamburg. Nach Angaben von Arthur Illies entstand er sogar bereits im Herbst 1896 als ein Zusammenschluss der sogenannten „Jungen Hamburger“. Die Schreibweise  des Namens, zum Beispiel auf den Grafikmappen, variierte oft zum „Künstlerclub“ mit c.
Ziel war neben einem Austausch unter den Künstlern ein geschlosseneres Auftreten in der Öffentlichkeit, insbesondere nachdem es dem Kunsthallendirektor Alfred Lichtwark offiziell verboten worden war, in seinen Räumlichkeiten der Kunsthalle Bilder des späteren Künstlerklubs zu zeigen und zu verkaufen. Allerdings hatte Lichtwark Wilhelm Suhr – Inhaber der Galerie Commeter in der Hermannstrasse – dazu gebracht, einen Ausstellungsraum in seinem Laden einzurichten, in dem er bereit war, die „Jungen Hamburger“ zweimal im Jahr (Frühjahr und Herbst) für jeweils einen Monat auszustellen. 

## Gründung

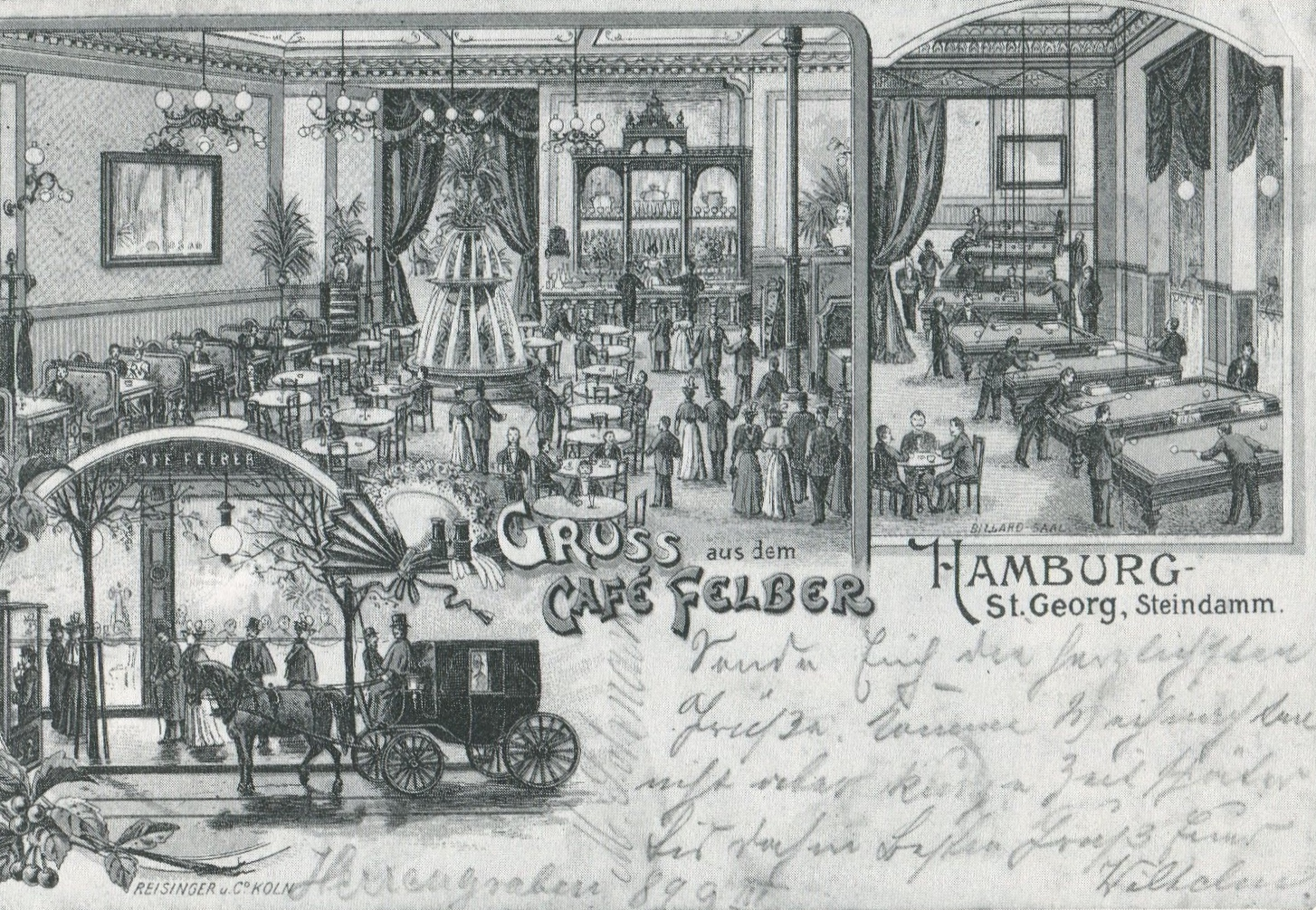
Café Felber 1901

Gegründet wurde der Hamburgische Künstlerklub, nicht zu verwechseln mit dem Hamburger Künstlerclub, im Café Felber am Steindamm, das auch als Vereinslokal für die wöchentlichen Zusammenkünfte genutzt wurde. 
Zu den Gründungsmitgliedern zählten Julius von Ehren, Thomas Herbst, Ernst Eitner, Arthur Illies, Paul Kayser, Alfred Mohrbutter, Friedrich Schaper, sowie Arthur Siebelist. Julius Wohlers wird bei Arthur Illies bei den Gründungsmitgliedern nicht mit aufgezählt, sein Name erschien aber in den von Eitner handschriftlich fixierten Statuten vom Herbst 1897 anstelle Mohrbutters.  Arthur Illies übernahm zunächst die Leitung und die Schriftführung. 
An Statuten wurden in erster Linie die Teilnahme an den regelmäßigen Ausstellungen bei Commeter vereinbart, deren mehrmalige Nichtteilnahme einen Ausschlussgrund darstellen sollte. Ferner wurde die Herausgabe von Grafikmappen vereinbart. An den regelmäßigen Zusammenkünften nahmen auch immer wieder Nicht-Klubmitglieder teil, beispielsweise Lichtwark, oder die Schwestern Molly und Helene Cramer, bei denen der Klub auch mitunter eingeladen war. Mit ihrer dem Hamburger Publikum nicht vertrauten Freilichtmalerei lösten die „Jungen Hamburger“ erst einmal einen Skandal aus.

## Erweiterung und Ende der Vereinigung

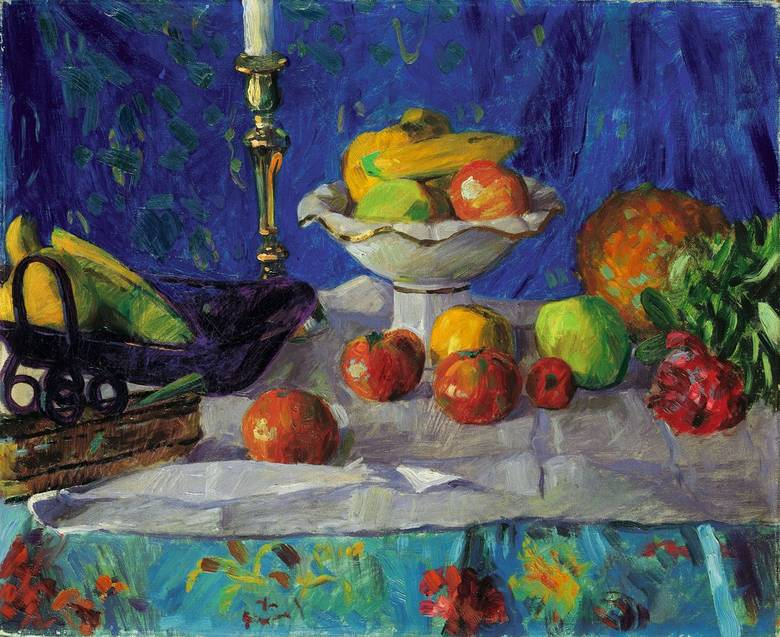
Franz Nölken: Stillleben mit Leuchter und Ananas, 1905/06

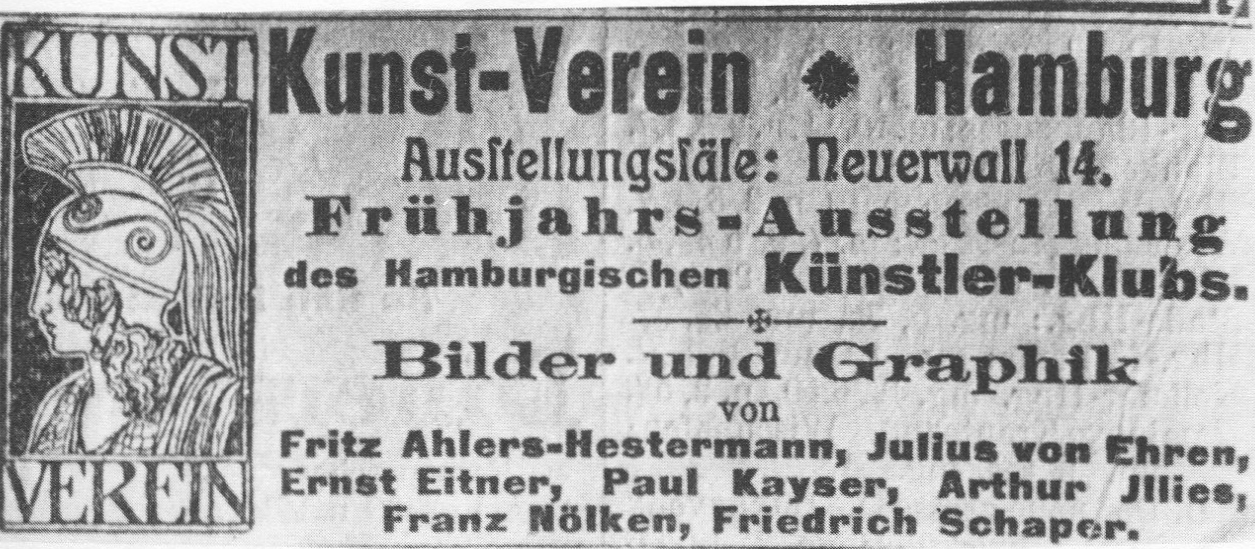
Plakat zur letzten Ausstellung im Kunstverein Hamburg, 1907

Im Jahr 1903 kamen noch die Siebelist-Schüler Friedrich Ahlers-Hestermann, Franz Nölken, Fritz Friedrichs, Walter Alfred Rosam und Walter Voltmer dazu. Die Siebelist-Schüler wurden von dem Hamburger Kaufmann und Kunstsammler Ernst Rump gefördert und durch Ankauf ihrer Werke unterstützt.
Die neuen Mitglieder erhielten nicht nur Zustimmung; Herbst trat aus – im Jahr 1909 kam man nach den Aufzeichnungen von Arthur Illies zufolge überein, die Aktivitäten des Klubs einzustellen, nicht ihn aufzulösen. Dies kam dem aber gleich. Zu groß waren die Unterschiede zwischen Gründern und den neuen Mitgliedern, auch hatten, wie Arthur Illies bedauerte, sich einige von den alten Mitgliedern nicht fortentwickelt, und die Protektion durch Lichtwark war weggefallen. Im Mai 1907 hatte die letzte gemeinsame Ausstellung des „Künstlerklubs“ stattgefunden – in den Räumen des Hamburger Kunstvereins am Neuen Wall – da in der Galerie Commeter eine andere Ausstellung stattfinden sollte.

## Bedeutung
Was den Hamburgischen Künstlerklub eine besondere Bedeutung gibt, ist unter anderem die Tatsache, dass es zum Zeitpunkt seiner Gründung nur sehr wenige ähnliche Zusammenschlüsse von Künstlern in Deutschland gab.
In zwei Ausstellungen im hundertsten Jubiläumsjahr 1997 in der Kunsthalle Hamburg (Malerei), sowie dem Altonaer Museum (Grafik) wurde das Wirken des Hamburgischen Künstlerklubs vor dem Vergessen bewahrt.